# Suddenly, Last Summer
Suddenly, Last Summer je britsko-americké mysteriózní drama z roku 1959 režírované Josephem L. Mankiewiczem. Hlavní role ve filmu ztvárnili Elizabeth Taylorová, Montgomery Clift a Katharine Hepburnová.

## Příběh
Dr. John Cukrowitz (Montgomery Clift) je chirurg, který pracuje v ústavu pro duševně nemocné a na nejtěžších případech provádí lobotomii. Ústav i operační sál jsou však v poměrně zchátralém stavu a vedení nemá tolik finančních prostředků, aby mohli ústav zrekonstruovat. Bohatá podnikatelka Violet Venableová (Katharine Hepburnová) se však řediteli ústavu Dr. Lawrenci J. Hockstaderovi (Albert Dekker) zaváže, že jim zajistí financování rekonstrukce i výstavbu nového křídla, pokud slíbí, že bude Cukrowitz operovat její neteř.
Nejdříve se však Cukrowitz s paní Venableovou setká a ta ho provede svým domem i zahradou a dlouze mu povypráví o svých cestách se synem Sebastianem, který minulého léta náhle zemřel. Kromě toho se také dozví, že její neteř Catherine (Elizabeth Taylorová), která se brzy po Sebastianově smrti pomátla, byla umístěna do ústavu St. Mary, ale jelikož si s ní zde neví rady, chtějí ji poslat pryč.
Cukrowitz Catherine brzy navštíví, ale ta se ani zdaleka nechová tak jak ji paní Venableová vylíčila. Catherine je pouze podrážděná a trochu agresivní a Cukrowitz nevidí k operaci žádný podstatný důvod. Přesto je Catherine brzy převezena do státní nemocnice, kde ji navštíví její matka s bratrem a krátce po nich i její teta, paní Venableová. Catherine se s paní Veneblovou pohádá a ta začne na Dr. Hockstadera opět tlačit, aby Cukrowitze přiměl k zákroku.
Cukrowitz však navrhne, aby se nejprve Catherine i za přítomnosti její matky, bratra i Dr. Hockstadera setkala s paní Venablovou v jejím sídle. Zde všem nakonec sdělí krutou pravdu o smrti milovaného Sebastiana. Na konci vyprávění o tom, jak Sebastiana uštvala spousta chlapců lačnících po penězích se Catherine téměř zhroutí a i stará a nemocná paní Venabeleová se pomátne. John Cukrowitz poté s Catherine, která se do něj zamilovala odchází.

## Obsazení
| Elizabeth Taylorová     | Catherine Holly            |
| Katharine Hepburnová    | Violet Venable             |
| Montgomery Clift        | Dr. John Cukrowicz         |
| Albert Dekker           | Dr. Lawrence J. Hockstader |
| Mercedes McCambridgeová | Grace Holly                |
| Gary Raymond            | George Holly               |
| Mavis Villiers          | slečna Foxhillová          |

## Kritika
Herecké výkony se dočkaly poměrně kladných recenzí, ale snímek byl často kritizován za svou přílišnou délku a oproti původní divadelní hře i obsahovou strohost.

## Ocenění
Ceny Akademie (Oscar)
- Nominace – Elizabeth Taylorová (nejlepší herečka v hlavní roli)
- Nominace – Katharine Hepburnová (nejlepší herečka v hlavní roli)
- Nominace – (nejlepší výprava (černobílý film))

Zlatý glóbus
- Výhra – Elizabeth Taylorová (nejlepší herečka – drama)[1]
- Nominace – Katharine Hepburnová (nejlepší herečka – drama)